# Evelyn Wever-Croes
Evelyna Christina Wever-Croes, detta Evelyn (Leida, 5 dicembre 1966), è una politica olandese, Prima ministra di Aruba dal 2017.

## Biografia
Nata nella città di Leida, Evelyn crebbe in una famiglia di importanti politici legati all'isola di Aruba. Suo padre Henrik Croes fu più volte ministro, mentre i suoi zii Betico Croes e Rudy Croes furono importanti esponenti del Movimiento Electoral di Pueblo.
Dopo gli studi ad Oranjestad, frequentò la facoltà di giurisprudenza presso l'Università di Leida. Tra il 1989 e il 2003 lavorò come ispettrice fiscale, per poi esercitare la professione di avvocata tributarista nel settore privato.
Entrata in politica con il MEP, venne eletta parlamentare nel 2009. Nel 2011 venne eletta a capo del partito e nel 2013 divenne capogruppo in Parlamento.
In occasione delle elezioni generali del 2017, il suo partito ottenne nove dei ventuno seggi parlamentari. Dopo cinque settimane di trattative, Evelyn Wever-Croes riuscì a mettere insieme una coalizione insieme ai partiti Pueblo Orguyoso y Respeta e RED Democratico, ottenendo così l'incarico di Prima ministra. Giurò alla presenza del governatore di Aruba Alfonso Boekhoudt il 17 dicembre del 2017, divenendo così la prima donna a rivestire l'incarico nella storia politica dell'isola. Oltre al ruolo di leader dell'esecutivo, conservò il portafogli per gli Affari generali, integrità, energia e innovazione.

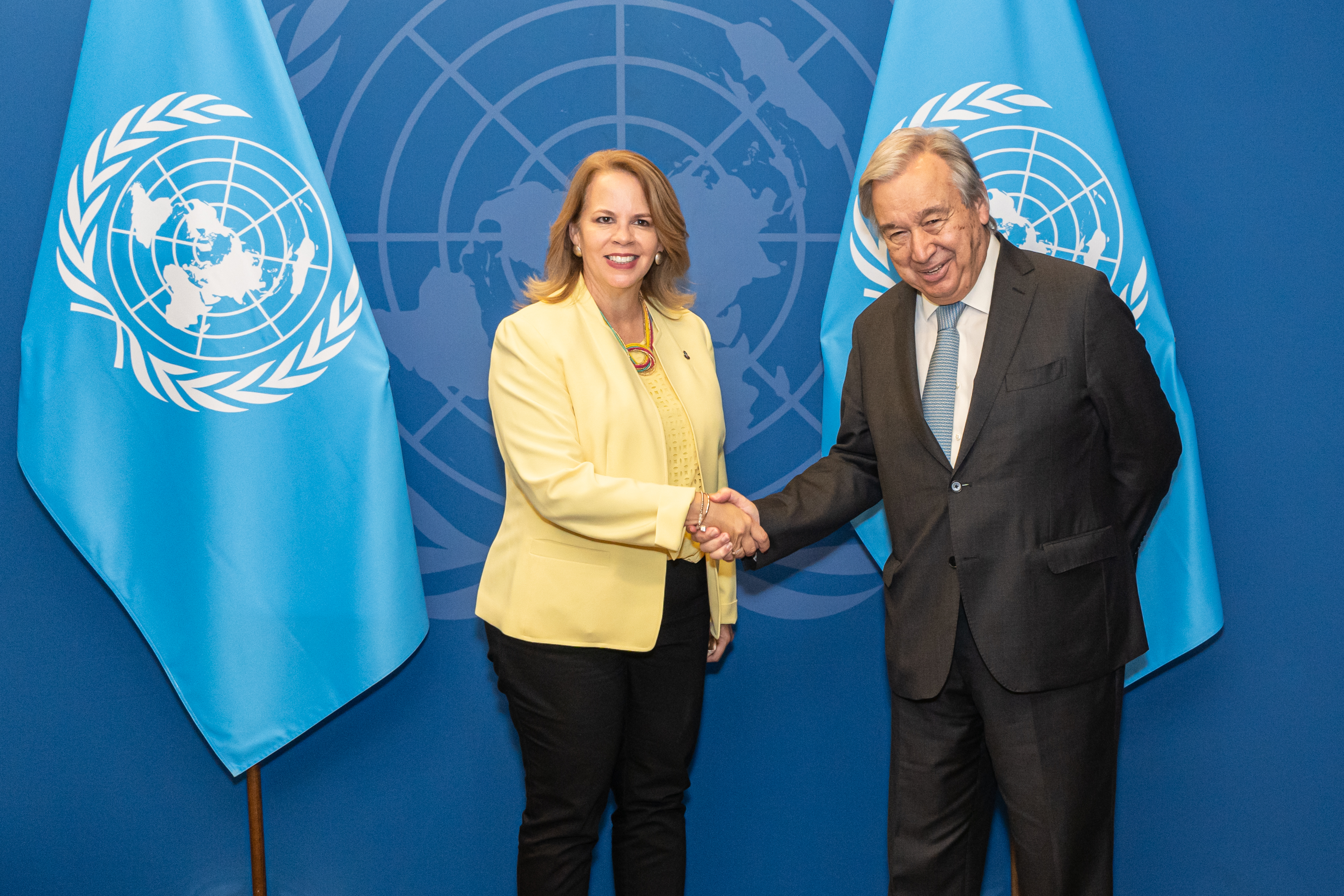
Evelyn Wever-Croes insieme al Segretario generale delle Nazioni Unite António Guterres nel 2022.

Avendo ereditato una situazione di deficit dal precedente esecutivo, Wever-Croes mise in atto fin da subito una serie di politiche volte a risanare il bilancio: impose dei tagli agli stipendi dei membri del governo e limitò l'assunzione di personale da parte dei ministri. Nel 2020, annunciò di aver ottenuto un risparmio annuo di ventisette milioni di fiorini arubani.
Nel 2018, si trovò ad affrontare le conseguenze della crisi venezuelana dei migranti, con l'accesso di cinquemila profughi che si rifugiarono ad Aruba. Fu inoltre promotrice di un piano socio-economico per la parità di genere e si impegnò per ottenere una partecipazione sempre più ampia delle donne alle cariche pubbliche e alla vita politica; divenne un punto di riferimento per le donne in ruoli apicali.
Al fine di fronteggiare la pandemia di COVID-19, impose un coprifuoco dalle ore 21 alle 6 del mattino, adottando anche una misura che vietava temporaneamente l'accesso sull'isola da parte di soggetti provenienti dall'estero. Per rispondere all'emergenza finanziaria conseguente all'emergenza pandemica, decurtò gli stipendi dei dipendenti pubblici e dei funzionari governativi. Inoltre, chiese ed ottenne una serie di aiuti economici da parte del governo dei Paesi Bassi. Per la sua gestione della crisi sanitaria, ottenne il titolo di "Dottore in medicina honoris causa".
Nel 2021, prestò giuramento per un secondo mandato da prima ministra.
Sposata con Kenneth Wever, è madre di un figlio e nonna. Nel 2020 annunciò di aver fatto ricorso ad una scorta in seguito alla ricezione di minacce di morte.